# اینگولد (کارولینای شمالی)
اینگولد (به انگلیسی: Ingold) شهری در ایالت کارولینای شمالی کشور ایالات متحده آمریکا است که جمعیت آن در سرشماری سال ۲۰۱۰ میلادی، ۴۷۱ نفر بوده‌است.